# 不可知无神论
不可知无神论 （Agnostic atheism）是一个即包括无神论又包括不可知论的哲学立场。不可知无神论者不对任何神有信仰，并认为神的存在理论上不可知或者认为已现有的认知还暂时无法确定。不可知无神论和不可知有神论形成对比。

## 历史
对不可知无神论最早的定义之一来自于罗伯特·弗林特。